# Sanctuaire Christ-des-Miracles-d'Esquipulas d'El Sauce
Le sanctuaire Christ-des-Miracles-d’Esquipulas et une église située à El Sauce au Nicaragua, que l’Église catholique rattache au diocèse de León en Nicaragua. La Conférence épiscopale du Nicaragua l’a déclaré sanctuaire national en 1984, ou 1985. Il a été déclaré Patrimoine culturel de la Nation en 1999, par la loi no 307 du 19 mai publiée dans le journal officiel du pays, La Gaceta (es), no 103, le 1er juin. On y vénère la statue du Christ des Miracles d’Esquipulas d’El Sauce, une réplique du Christ noir d’Esquipulas.

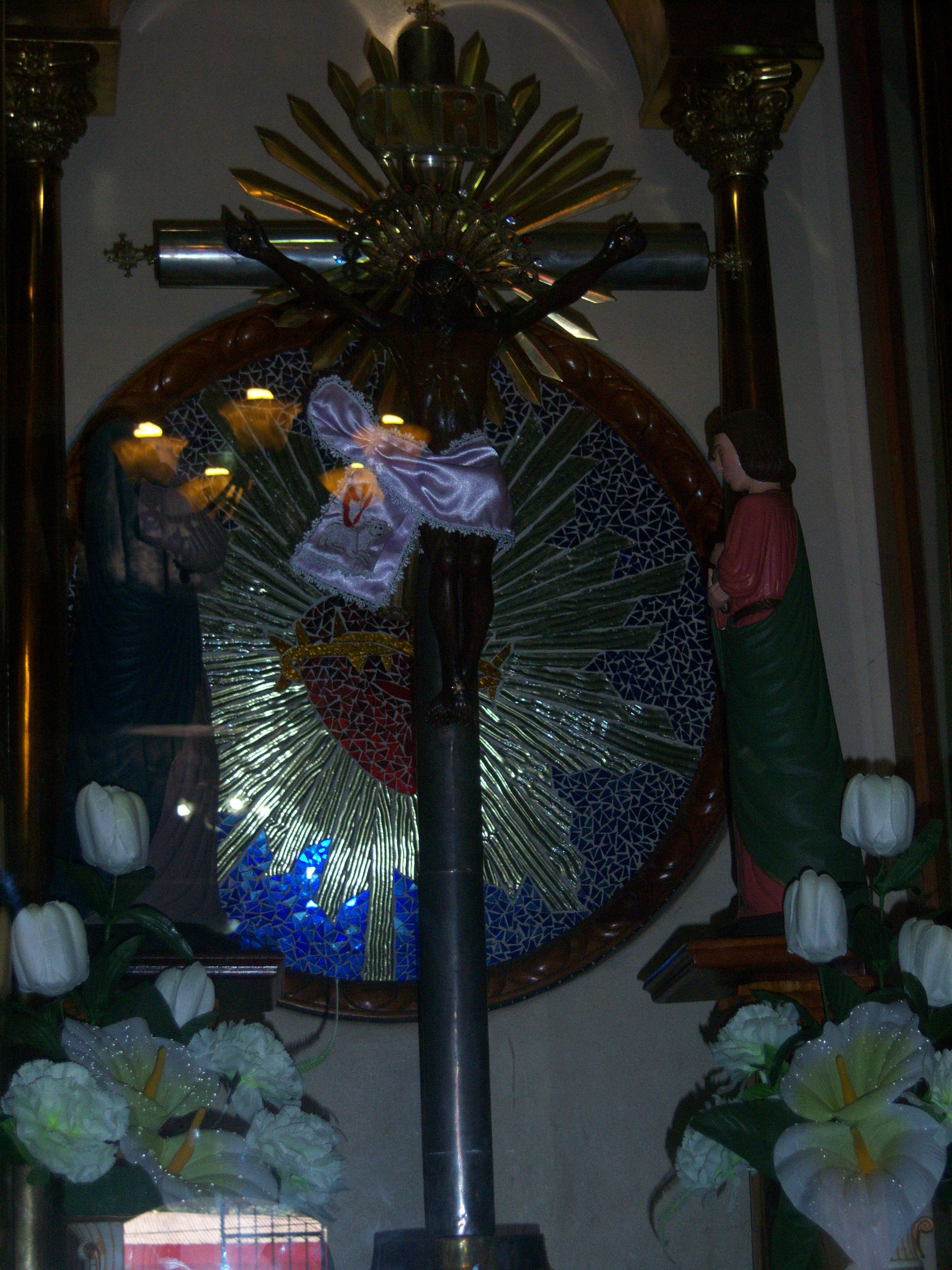
La statue vénérée.